# Nationalpark Utrechtse Heuvelrug
Der Nationalpark Utrechtse Heuvelrug liegt in der Provinz Utrecht in den Niederlanden. Er ist 60 km² groß und nach dem Waldgebiet Utrechtse Heuvelrug (deutsch „Utrechter Hügelrücken“) benannt. Er liegt auf dem Gebiet der Gemeinden Utrechtse Heuvelrug, Veenendaal und Rhenen und grenzt an das Naturgebiet „Gooisch Natuurreservaat“ (Gemeinde Hilversum, Provinz Nordholland).
Den Nationalpark gibt es seit 2003, im 2013 erweiterte man ihn um 40 km², die sich im Norden an das bisherige Areal anschließen und zwischen den Autobahnen A12 und A28 liegen. Verbunden sind die beiden Parkteile über ein Ecoduct, also eine Brücke für den Wildwechsel.

## Landschaft
Die Landschaft besteht vor allem aus Wald. Es gibt weniger Laub- als Nadelhölzer. Es ist ein in der vorletzten Eiszeit aus einer Moräne entstandener, bewaldeter Sandrücken. Bei Amerongen gibt es wertvolle Feuchtgebiete, die den Übergang zu den Poldern des Flusses Lek bilden.
Der Nationalpark wird stark von Radlern und Wanderern benutzt. Es gibt viele Campingplätze, Pensionen und kleine Hotels. Der Tourismus richtet sich vor allem auf das ruhige Genießen der Natur.
Wichtige Grundeigentümer sind, nebst Gemeinden und adligen Familien:
- der Verein Naturmonumente (Vereniging tot behoud van natuurmonumenten in Nederland)
- die Stiftung Die Utrechter Landschaft (Stichting Het Utrechts Landschap).

## Fotos

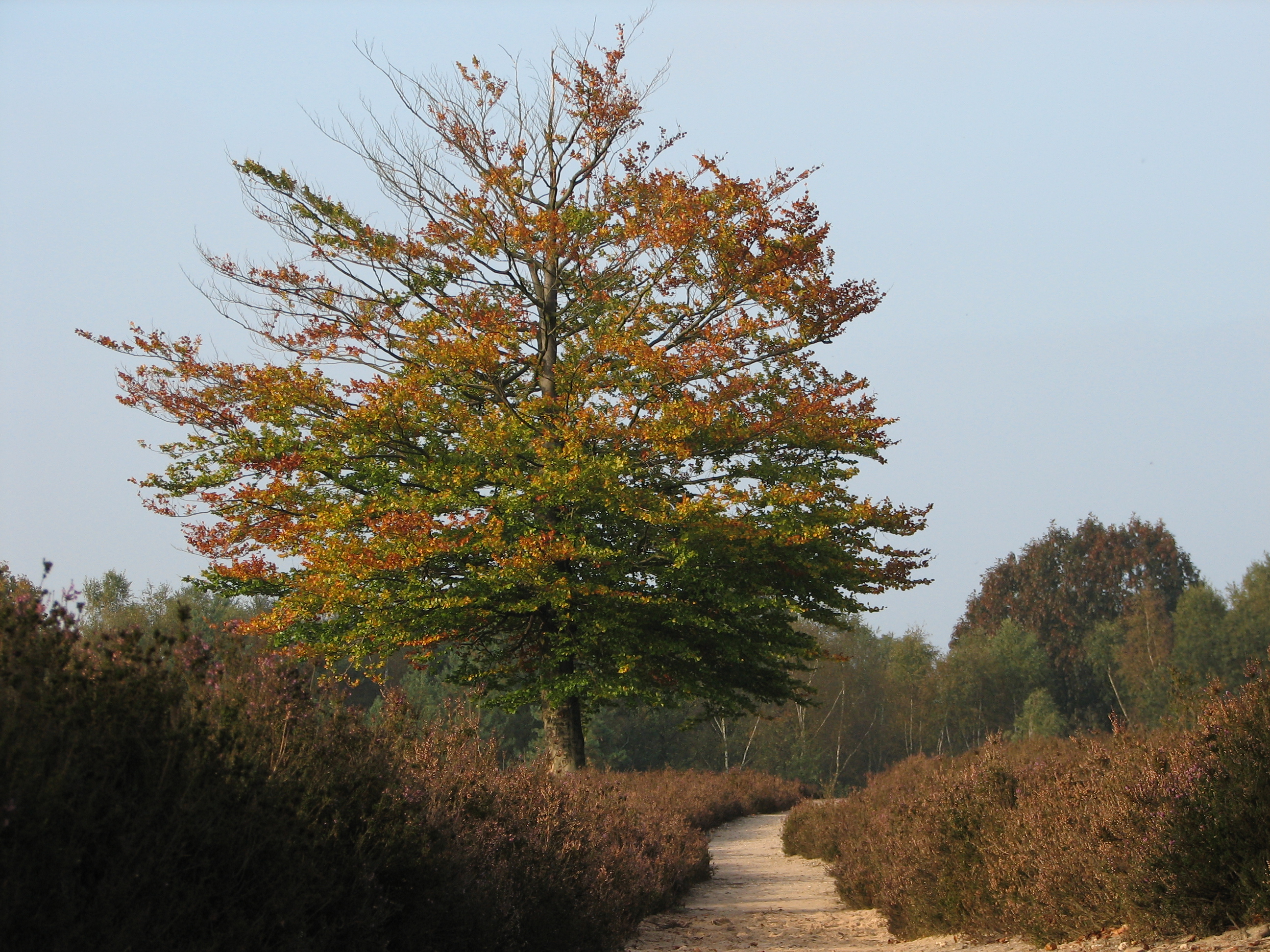
Herbstlandschaft im Gebiet Amerongse Berg
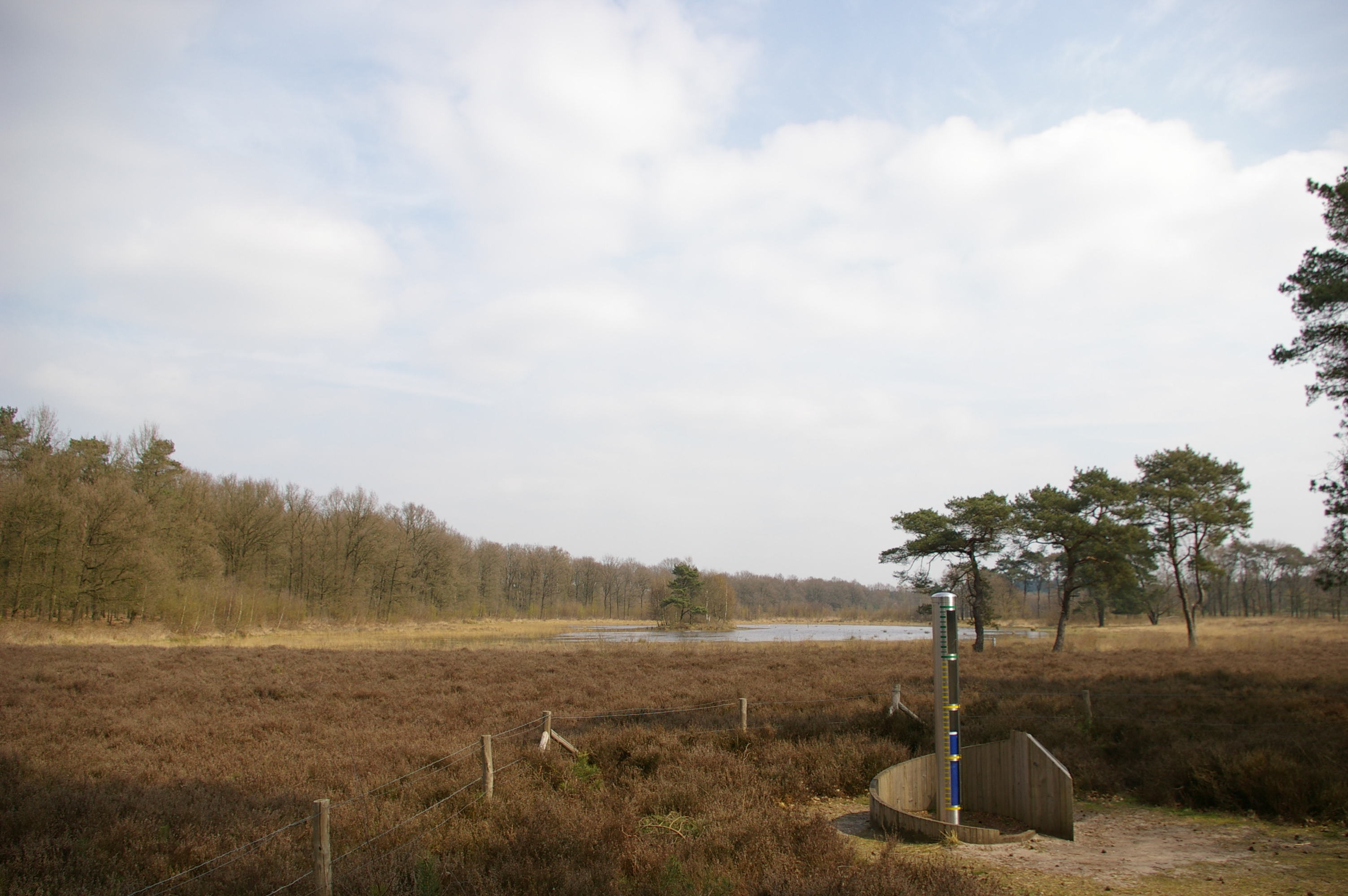
Egelmeer, ein kleiner See im Nationalpark
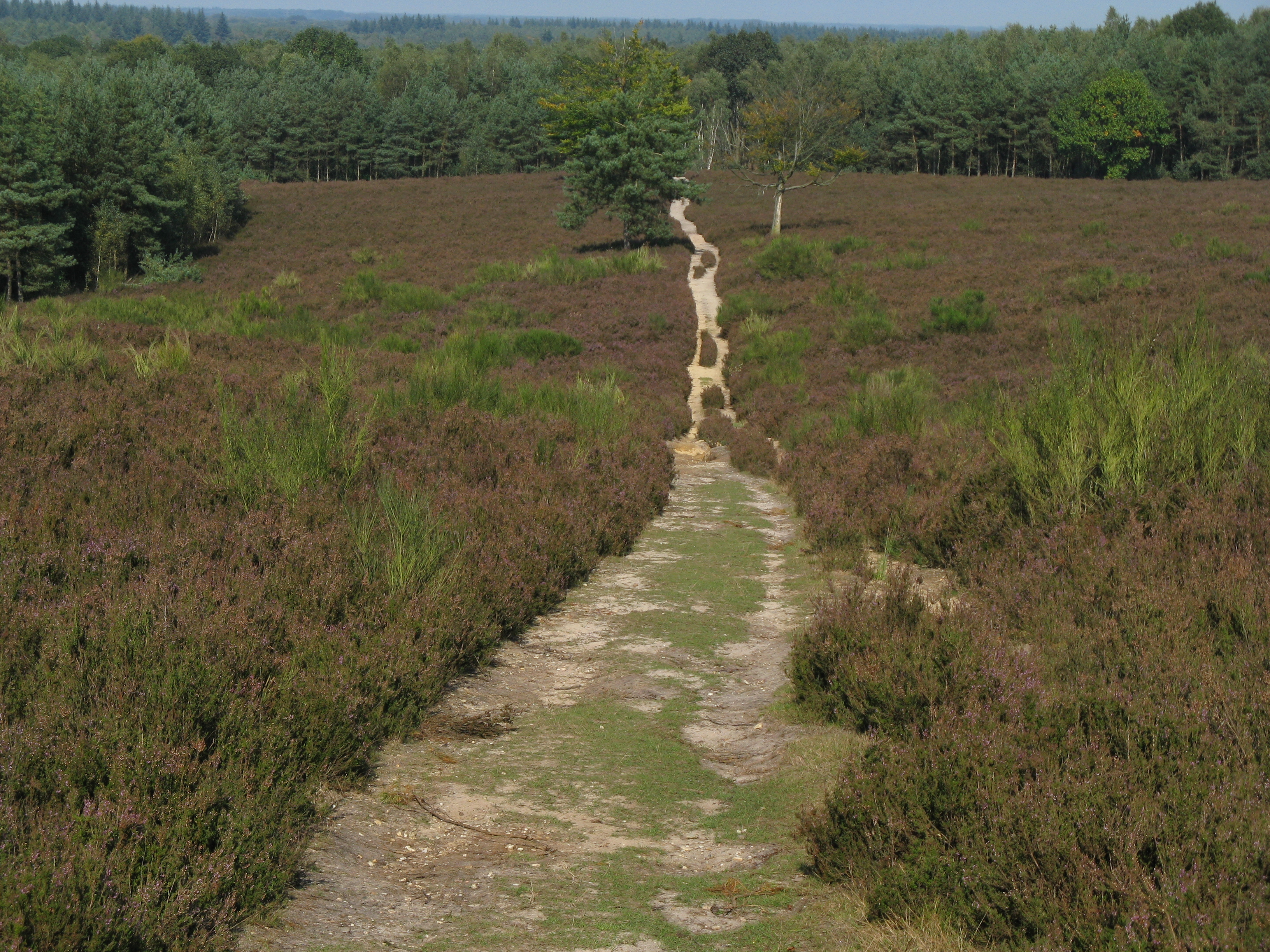
Foto mit Calluna vulgaris und anderen (die große Abb. ist verweissensitiv)
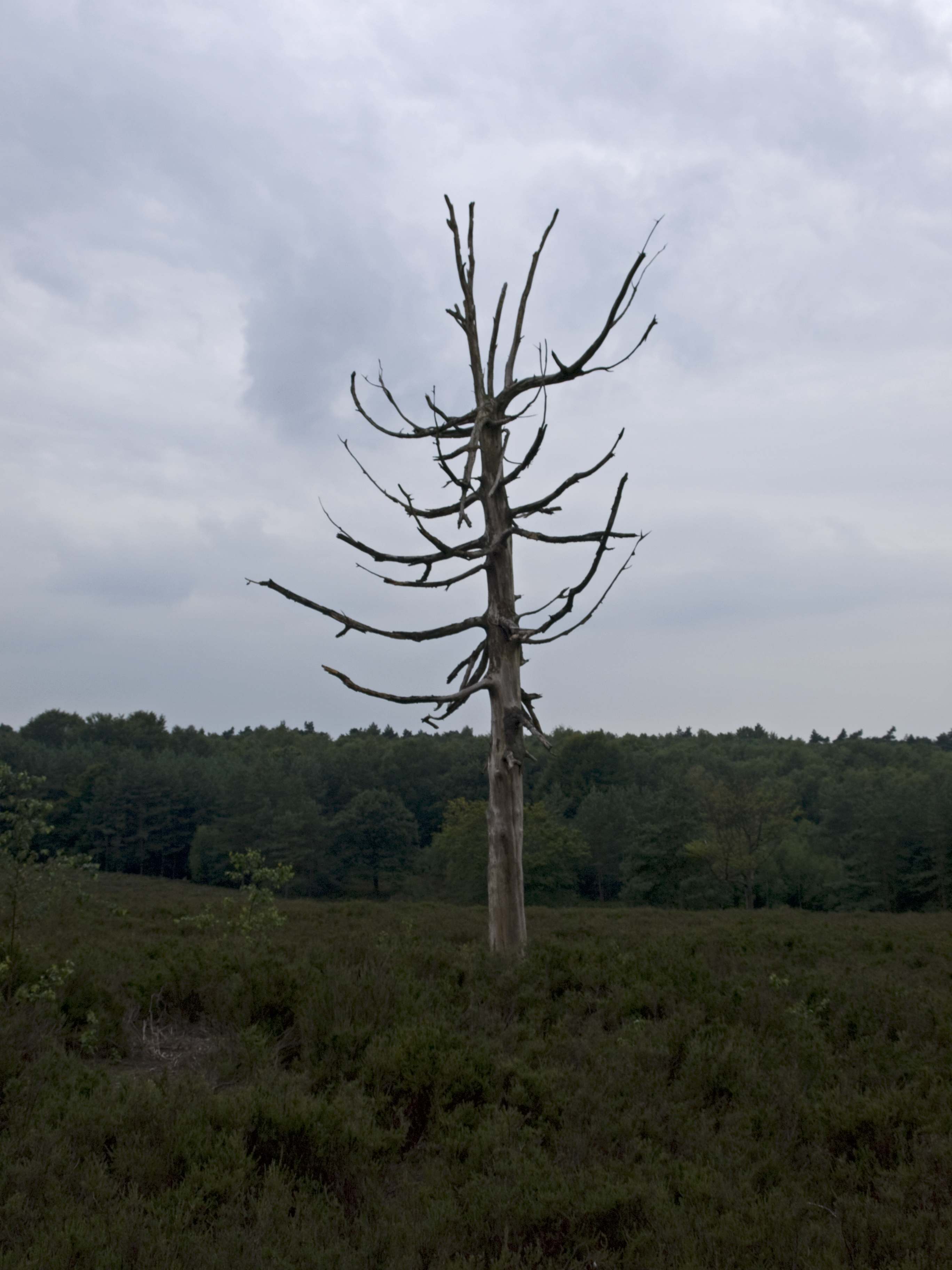
Heide im Amerongse Berg